# Eustroma brunnearia
Eustroma melancholicum là một loài bướm đêm trong họ Geometridae.